# Rana sevosa
Rana sevosa é uma espécie de anfíbio da família Ranidae.
É endémica dos Estados Unidos da América.
Os seus habitats naturais são: florestas temperadas e marismas intermitentes de água doce.
Está ameaçada por perda de habitat.